# Badia de Portage
La badia de Portage (anglès: Portage Bay) és una massa d'aigua, sovint considerada com el braç oriental del llac Union, que forma part del canal de vaixells del llac Washington de la ciutat de Seattle a l'estat de Washington dels Estats Units.